# Alexandre Peyron
Alexandre Peyron (* 11. Februar 1889 in Lamanon; † 2. April 1916 in Vincennes) war ein französischer Dichter okzitanischer Sprache.

## Leben und Werk
Alexandre Peyron war Sohn eines Feuerwerkers und übernahm später das elterliche Geschäft. Er wuchs in Lamanon (nördlich von Salon-de-Provence) auf und lernte beim Dorfpfarrer Latein. Zusammen mit Sully-André Peyre und Elie Vianès (Pseudonym: Alari Sivanet) engagierte er sich im Félibrige und gab 1909 die Zeitschrift La Regalido heraus. 1914 erschien sein Gedichtband Lou Pouèmo di Solitudo (Das Lied von den Einsamkeiten) mit einem Vorwort von Frédéric Mistral. Er starb 1916 als Artillerist im Alter von 27 Jahren, bevor er an die Front kam.

## Werke (Auswahl)
- Lou pouèmo di soulitudo. Pouèmo prouvençau. Le poème des solitudes. Poèmes provençaux. Nouvelle Edition Nouvelle, Marseille 1914. (zweisprachig)